# Фінал чемпіонату світу з футболу 1974
Фінал чемпіонату світу з футболу 1974 — футбольний матч, у якому визначався переможець чемпіонату світу з футболу 1974 року. Матч відбувся 7 липня 1974 року на «Олімпіаштадіоні», у Мюнхені. Вольову перемогу з рахунком 2:1 здобули господарі фінальної частини світової першості збірна ФРН, яка обіграла команду Нідерландів.

## Перебіг гри
Вже на другій хвилині гри нідерландці забили найшвидший гол в історії фіналів чемпіонатів світу. Відразу після стартового свистка вони влаштували перепасовку на власній половині поля, після чого у центральному колі м'яч підхопив Йоган Кройф, який обіграв Берті Фогтса і здійснив ривок до карного майданчика суперників, де був збитий Улі Генессом. Призначений пенальті, який став першим в історії фінальних матчів світових першостей, реалізував Йоган Нескенс. Швидкий гол негативно вплинув на психологічний настрій нідерландців, які, повівши у рахунку, зрадили своєму комбінаційному атакувальному стилю гри, натомість зосередившись на обороні у намаганні зберегти перевагу у грі.
Відповідно західнонімецькі футболісти за підтримки своїх уболівальників розпочали облогу воріт суперника, успішно перериваючи його спроби контратакувати, зокрема завдяки надійній грі Фогтса, що діяв персонально проти Кройфа і вже не давав тому себе обігрувати. Атакувальна гра господарів чемпіонату принесла успіх вже у середині першого тайму, коли Бернд Гельценбайн увірвався до нідерландського карного майданчика, де «знайшов» виставлену ногу Віма Янсена. Арбітр матчу розцінив його падіння як достатній привід для призначення другого одинадцятиметрового у грі, який реалізував Пауль Брайтнер. За рівного рахунку Нідерланди спробували повернутися до звичного атакувального стилю гри, що їм епізодами вдавалося, зокрема голкіпер ФРН Зепп Маєр записав до активу яскравий сейв після удару Джонні Репа з передачі Кройфа. Однак наступний гол матчу під завісу першої половини гри забили їх суперники — прорив правим флангом від Райнера Бонгофа завершився скидкою майже від лінії воріт назад на Герда Мюллера, який ударом низом забив свій 68-ий гол у футболці національної команди.
Другий тайм матчу пройшов за контролю м'яча футболістами з Нідерландів, які безуспішно намагалися вразити ворота Маєра, який здійснив ще декілька сейвів. Утім гострих моментів було обмаль, оскільки німці зусиллями пари Бекенбауер—Оверат максимально відсунули гру від свої воріт. Самі ж господарі турніру доволі гостро контратакували. Їх проходи до воріт Йонгблуда також не матеріалізувалися у голи, проте їм вдалося зберегти переможний рахунок і вдруге в історії «бундестім» завоювати титул чемпіонів світу.

## Шлях до фіналу
| Команда    | І | В | Н | П | Г+ | Г- | РГ | О |
| ---------- | - | - | - | - | -- | -- | -- | - |
| Нідерланди | 3 | 2 | 1 | 0 | 6  | 1  | +5 | 5 |
| Швеція     | 3 | 1 | 2 | 0 | 3  | 0  | +3 | 4 |
| Болгарія   | 3 | 0 | 2 | 1 | 2  | 5  | -3 | 2 |
| Уругвай    | 3 | 0 | 1 | 2 | 1  | 6  | −5 | 1 |

| Команда   | І | В | Н | П | Г+ | Г- | РГ | О |
| --------- | - | - | - | - | -- | -- | -- | - |
| НДР       | 3 | 2 | 1 | 0 | 4  | 1  | +3 | 5 |
| ФРН       | 3 | 2 | 0 | 1 | 4  | 1  | +3 | 4 |
| Чилі      | 3 | 0 | 2 | 1 | 1  | 2  | −1 | 2 |
| Австралія | 3 | 0 | 1 | 2 | 0  | 5  | −6 | 1 |

| Команда    | І | В | Н | П | Г+ | Г- | РГ | О |
| ---------- | - | - | - | - | -- | -- | -- | - |
| Нідерланди | 3 | 3 | 0 | 0 | 8  | 0  | +8 | 6 |
| Бразилія   | 3 | 2 | 0 | 1 | 3  | 3  | 0  | 4 |
| НДР        | 3 | 0 | 1 | 2 | 1  | 4  | −3 | 1 |
| Аргентина  | 3 | 0 | 1 | 2 | 2  | 7  | −5 | 1 |

| Команда   | І | В | Н | П | Г+ | Г- | РГ | О |
| --------- | - | - | - | - | -- | -- | -- | - |
| ФРН       | 3 | 3 | 0 | 0 | 7  | 2  | +5 | 6 |
| Польща    | 3 | 2 | 0 | 1 | 3  | 2  | +1 | 4 |
| Швеція    | 3 | 1 | 0 | 2 | 4  | 6  | −2 | 2 |
| Югославія | 3 | 0 | 0 | 3 | 2  | 6  | −4 | 0 |

## Деталі матчу
| 7 липня 1974 16:00 (CET) |

| Нідерланди        | 1–2  | ФРН                            |
| ----------------- | ---- | ------------------------------ |
| Нескенс 2' (пен.) | Звіт | Брайтнер 25' (пен.) Мюллер 43' |

| Олімпійський стадіон (Мюнхен) Глядачів: 75,200 Арбітр: Джек Тейлор (Англія) |

| Нідерланди | ФРН |

| GK           | 8  | Ян Йонгблуд         |     |     |
| RB           | 20 | Вім Сюрбір          |     |     |
| CB           | 17 | Вім Рейсберген      |     | 69' |
| CB           | 2  | Арі Ган             |     |     |
| LB           | 12 | Руд Крол            |     |     |
| RM           | 6  | Вім Янсен           |     |     |
| CM           | 13 | Йоган Нескенс       | 40' |     |
| LM           | 3  | Вім ван Ханегем     | 23' |     |
| RF           | 16 | Джонні Реп          |     |     |
| CF           | 14 | Йоган Кройф ()      | 45' |     |
| LF           | 15 | Роб Ренсенбрінк     |     | 46' |
| Запасні:     |    |                     |     |     |
| GK           | 18 | Піт Схрейверс       |     |     |
| DF           | 5  | Рінус Ісраел        |     |     |
| MF           | 7  | Тео де Йонг         |     | 69' |
| MF           | 10 | Рене ван де Керкгоф |     | 46' |
| FW           | 9  | Піт Кейзер          |     |     |
| Тренер:      |    |                     |     |     |
| Рінус Міхелс |    |                     |     |     |

| GK          | 1  | Зепп Маєр             |    |  |
| RB          | 2  | Берті Фогтс           | 4' |  |
| CB          | 5  | Франц Бекенбауер ()   |    |  |
| CB          | 4  | Ганс-Георг Шварценбек |    |  |
| LB          | 3  | Пауль Брайтнер        |    |  |
| RM          | 16 | Райнер Бонгоф         |    |  |
| CM          | 14 | Улі Генесс            |    |  |
| LM          | 12 | Вольфганг Оверат      |    |  |
| RF          | 9  | Юрген Грабовскі       |    |  |
| CF          | 13 | Герд Мюллер           |    |  |
| LF          | 17 | Бернд Гельценбайн     |    |  |
| Запасні:    |    |                       |    |  |
| GK          | 21 | Норберт Нігбур        |    |  |
| DF          | 6  | Горст-Дітер Геттгес   |    |  |
| MF          | 8  | Бернгард Кулльман     |    |  |
| MF          | 15 | Гайнц Флое            |    |  |
| FW          | 11 | Юпп Гайнкес           |    |  |
| Тренер:     |    |                       |    |  |
| Гельмут Шен |    |                       |    |  |

| Лайсмени: Рамон Баррето (Уругвай) Альфонсо Гонсалес Арчундія (Мексика) |